# Skogsvårdslagen
Skogsvårdslagen (1979:429) är en svensk lag som reglerar hur skog och skogsmark skall skötas med hänsyn till en långsiktig, uthållig virkesproduktion och hänsyn till naturvårdens intressen. Skogsstyrelsen är den myndighet som skall se till att skogsvårdslagen följs och att dess mål uppfylls.

## Historik
Skogsvårdslagstiftning har en lång historia i Sverige och går tillbaka till Magnus Erikssons landslag och hans lag om "bärande träd". Med bärande träd menades träd som bar frukt, nötter eller ollon. Dessa träd skulle enligt lagen tillhöra kungen ("Kronan") som ett skogsregale. Målet var att Kronan skulle ha tillgång till ektimmer för flottans räkning.
Den första mer moderna skogsvårdslagen var 1903 års Skogsvårdslag. Under 1800- talets senare hälft hade sågverksindustrin växt fram i Sverige och skogsavverkningarna fått stor omfattning. Vid det förra sekelskiftet insåg man att skogsbruket måste regleras för att hindra avskogning och trygga virkesförsörjningen i framtiden. 1903 års Skogsvårdslag var en återväxtlag som föreskrev att den som avverkade skog var skyldig att anlägga ny skog genom sådd eller plantering eller genom naturlig föryngring.
1948 kom en ny skogsvårdslag som utöver återväxtskyldigheten även föreskrev lägsta tillåtna slutavverkningsåldrar och åtgärder för att skydda växande skog från angrepp av skadeinsekter. I lagen reglerades också högsta tillåtna areal av kalmark och ungskog för enskilda fastigheter.
Den mest detaljreglerande skogsvårdslagen kom 1979. I 1979 års Skogsvårdslag infördes förutom det som reglerats i 1948 års lag även skyldighet att röja ungskog, skyldighet att gallra samt skyldighet att avverka lågproducerande skog, s.k. 5:3 skog. I föreskrifterna till lagen föreskrevs även i detalj vilka återväxtmetoder och vilka trädslag som skulle användas på olika marker.

## Nuvarande Skogsvårdslag
1979 års Skogsvårdslag uppfyllde sitt syfte väl att garantera en långsiktig virkesproduktion, men bland framför allt privata skogsägare växte en opinion fram emot den i mångas tycke alltför detaljreglerande lagen. Även från naturvårdshåll kritiserades skogsvårdslagen för att bara se till skogens virkesproduktion och inte ta hänsyn till naturvärden och biologisk mångfald.
I början av 1990- talet tillsattes en skogsutredning som resulterade i 1993 års Skogsvårdslag (1993:553), som innebar en större ändring av Skogsvårdslagen. Den största skillnaden mot den tidigare lagen är att i 1993 års lag är produktionsmål och miljömål jämställda. Bevarande av natur- och miljövärden är alltså lika viktiga som skogens produktionsvärden. Naturvården har därmed fått en starkare ställning och lämpliga naturhänsyn i skogsbruket har skrivits in i lagen. Den nuvarande lagen är dessutom mindre detaljreglerande och större frihet ges till skogsägarna att till exempel använda alternativa metoder för föryngring av skog. Skyldigheten att röja och gallra har också tagits bort samtidigt som den lägsta tillåtna åldern för föryngringsavverkning har sänkts. Däremot gäller fortfarande återväxtplikten och reglerna för att förebygga skogsskador. Även reglerna för högsta tillåtna kalmarks- och ungskogsareal finns kvar.
Den nu gällande skogsvårdslagstiftningen kan i mångt och mycket sammanfattas som frihet under ansvar. Den enskilde skogsägaren har relativt stor frihet att välja metoder för att sköta sin skog, men måste se till att föryngringarna blir lyckade och att inte skogen drabbas av skadeinsekter m.m. Skogsstyrelsens medel för att uppfylla Skogsvårdslagens mål är utbildning, rådgivning och lagtillsyn.
Se även:
- Ädellövskogslagen